# 埃尔戈尔多
埃尔戈尔多，是西班牙埃斯特雷马杜拉卡塞雷斯省的一个市镇。总面积79平方公里，总人口261人（2001年），人口密度3人/平方公里。